# Марійська міфологія
Марійська міфологія — комплекс міфологічних уявлень марійців - лугових, східних, північно-західних і гірських. Частина загальної прауральської та фінно-угорської міфології . Марійська міфологія - основа формування марійської традиційної релігії. Міфи марі одночасно близькі до міфів удмуртів і мордви .

## Історія вивчення
Перші відомості про марійську міфологію відносяться до XVI століття. Австрійський дипломат Сигізмунд Герберштейн у «Записках про Московію» стверджує, що чемериси сповідують магометанську віру. Польський письменник Алессандро Ґваньїні в «Описі Московії» (1549) робить важливе додавання, вказуючи, що деякі чемериси є язичниками.

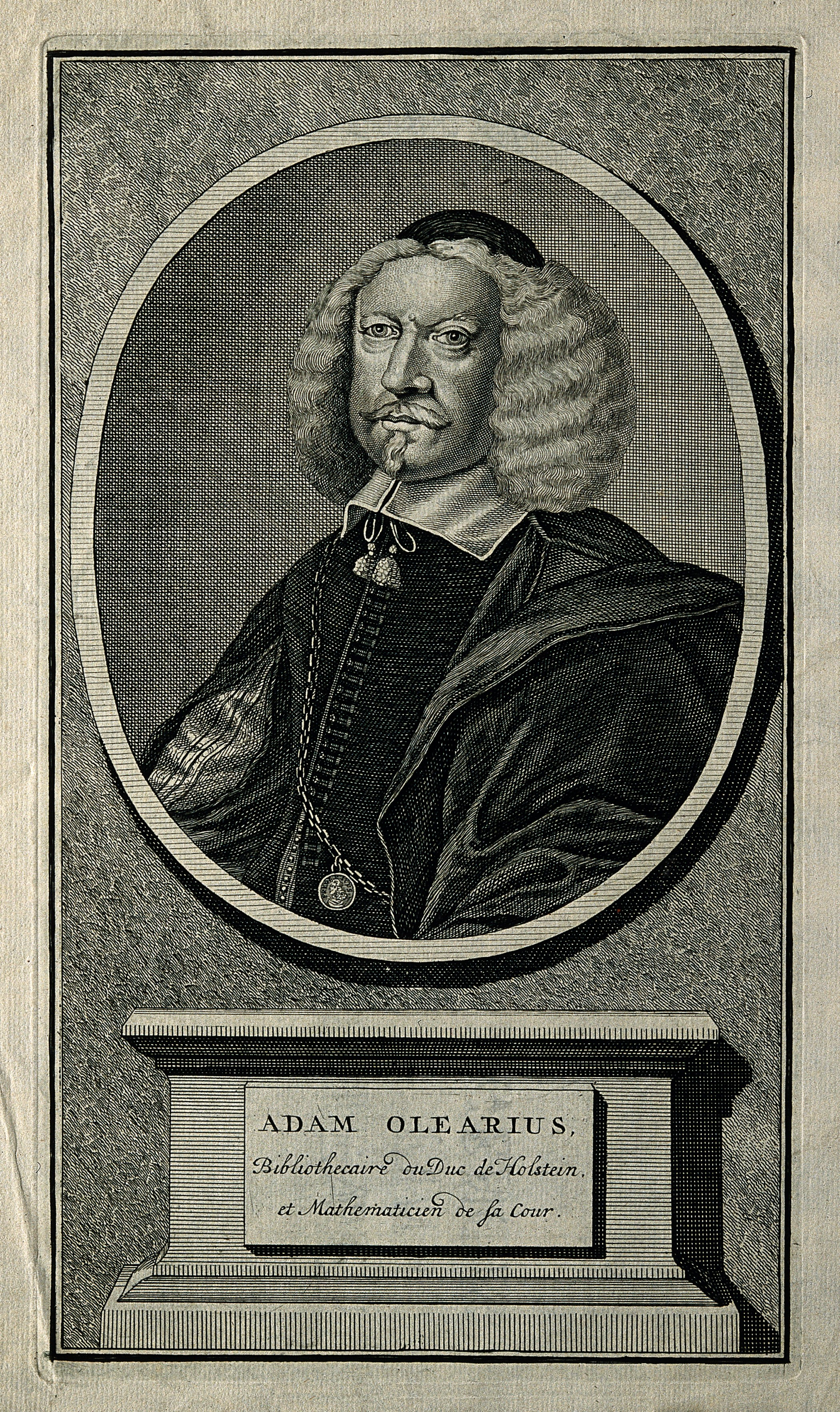
Адам Олеарій — перший вчений, який дав опис релігії чемерисів (марі)

У праці Адама Олеарія «Докладний опис подорожі Голштинського посольства в Московію і Пермію в 1633 і 1639 роках» йдеться про те, що чемериси шанують сонце, вогонь, воду, місяць, єдиного «безсмертного бога», а також «черта на річці Немді, і духів, яким приносяться умилостивні жертви.
Певний інтерес представляє опис міфології та обрядів чемерис, зроблених голландським мореплавцем Яном Стрейсом, який відвідав Росію у 1668-1669 роках. Крім згадки про культ сонця, вогню, води і віри в злих духів, Ян Стрейс відзначає існування у чемерисів грубих і невиразних уявлень про верховного бога — невидиму істоту, яка має подібний до царського подвір'я.
У якомусь сенсі унікальними є етнографічні нотатки про чемерисів голландця М.Вітсена «Північна і Східна Тартарія», що випустив працю в 1692 році. Крім того, що чемериси язичники, мандрівник відзначає у марі поклоніння деревам та ідолам. У тому числі тваринам на дерев'яних соснових жердинах. Вказується, що чемериси шанують тварин, яких бачать уві сні. Також згадуються традиції трупоспалювання та утоплення мертвого тіла у воді. Повторюючи відомості А.Олеарія, Н.Вітсен докладно описує обряд жертвопринесення, зазначає, що чемериси кладуть мертвим у могилу кресало і сокиру, щоб на тому світі тим самим могли розпалити вогонь і побудувати житло. Особливу цінність тексту М.Вітсена надає молитва «Отче наш» марійською мовою.
Найбільшою повнотою та різноманітністю відомостей характеризуються роботи вчених XVIII ст.: Н.П.Ричкова, Г.Ф.Міллера, П.С.Палласа, І.Г.Георгі.
Власне об'єктом вивчення марійська міфологія стає ХІХ столітті. Серед найвидатніших дослідників цього періоду А.А.Фукс, А.Ємічов, С.Л.Троїцький, А.Р.Філімонов, В.М. Черемшанський, П.В.Знаменський.
У 1862 році з'явився «Нарис релігійних вірувань чемерис» С.А.Нурмінського, в якому автор розглядає культ бога Вадиша, а також викладає міф про дочку Юмо. У 1877 році вийшла брошура чуваського вченого Н.І.Золотницького «Невидимий світ на шаманські погляди чемерис».
Спеціальні праці марійської міфології також присвятили С.К.Кузнєцов, Г.Яковлєв. Значне місце марійської міфології було у монографії І.М.Смирнова «Чемериси. Історико-етнографічний нарис» (1889).
Пік активності у вивченні та описі марійської міфології припав на другу половину ХІХ – середину ХХ століття. Завдяки зусиллям таких угорських та фінських вчених як Е.Беке, А. Генець, В.Поркко, Ю.Віхманн, Г.Рамстедт, С.Сом'є, Х. Паасонен, У. Хольмберг було збережено безліч архаїчних марійських казок, легенд, заклинань, молитов та пісень.
Наприкінці ХІХ століття почали з'являтися роботи марійських авторів. Така, наприклад, стаття П.Єрусланова «Нарис побуту та переказів східних чемерис». Важливе місце у вивченні марійської міфології у першому десятилітті XX століття зайняли роботи російського філолога В.І.Філоненка.
Наприкінці 1920-х років було видано низку статей та книг марійського вченого В.М. Васильєва, присвячених марійській міфології. Певне значення мали роботи Р.Лихачова, М. М.Маторина, М.Р.Маркелова, І.У.Зикова.
У 1956 році вийшла монографія американських лінгвістів Т.Шебока та Ф.Інгерманн «Дослідження чемерис: Надприродне». Автори створили своєрідну «енциклопедію» марійської міфології.
Дуже багато вивчення марійської міфології зробили марійські вчені-фольклористи. Нові тексти казок, легенд, переказів та пісень записали та прокоментували К.А. Четкарьов, В.А. Акцорін . Велике значення мали дисертація Н.С.Капустіна «Пережитки давніх релігійних вірувань та боротьба з ними. На матеріалах Марійської АРСР» (1965), монографія Н.Ф. Мокшина «Релігійні вірування мордви» (1968), в якій проводилися порівняння мордовських і марійських богів, та брошура А.Ф.Яригіна «Сучасні прояви дохристиянських вірувань марійців» (1976) .
З початку 80-х років XX століття почався новий сплеск інтересу до марійської міфології та релігії, що триває й досі . Побачили світ роботи В.А.Акцорина, В. Я. Петрухіна, С. А. Токарєва. Марійська міфологія стала об'єктом особливого інтересу таких дослідників як Ю. А.Калієв, Н.С.Попов, Т.А.Молотова, В.А.Коршунков, Н.М.Охотіна, О.В.Данилов, А.А. Степанова, К.І.Сітніков, Л.С.Тойдибекова, Г.Є.Шкаліна, Р.А.Саберов, Н.В.Мушкіна, Р.Р. Садіков та ін  .

## Космогонічні міфи

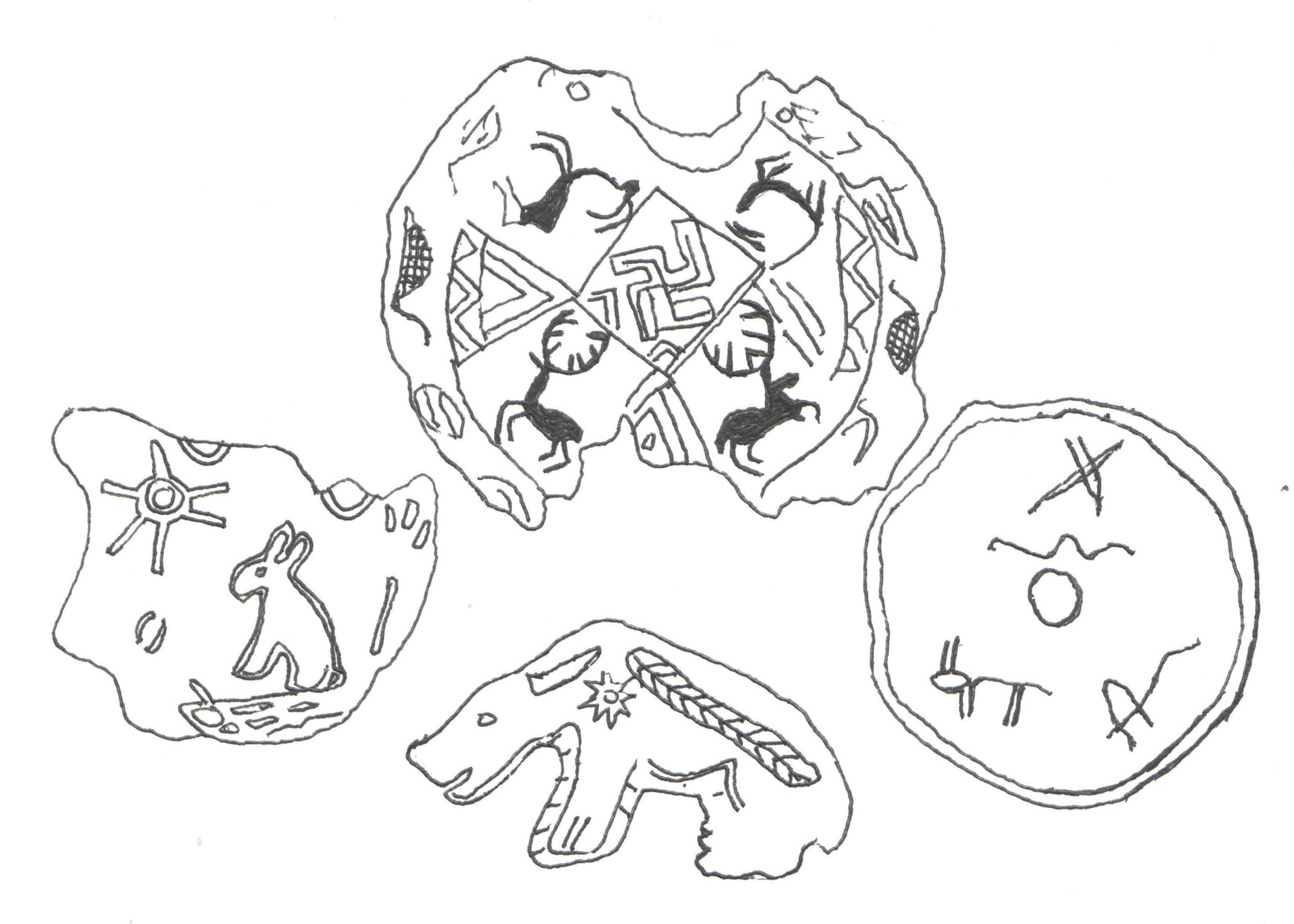
Космогонічні мотиви у зображеннях ананьїнської археологічної культури (поєднання зооморфних та солярних мотивів)

Більшість космогонічних міфів марі сягають так званого прауральського космогонічного міфу, в якому вирішальна роль при створенні землі відводиться птахові (селезню), що пірнає за нею. Разом з тим, окремий варіант марійського космогонічного переказу включає релікти міфу про створення світу з яйця (як у спорідненій мордовській міфології, праматір-качка зносить яйце, з якого народжуються небожителі Юмо і Йин). Причому, у цьому варіанті птахи беруть участь у видобутку землі з дна первинного океану.
На лоно первинного океану зі свого гніздування - Лудо пижаш (букв.: Качине гніздо - сузір'я Плеяди) прилетіла качка. Звівши два яйця, вона їх висиділа під своїми крилами. З цих яєць народилися два брати-селезня — Юмо та Йин. Потім вони поперемінно, пірнувши під воду, у дзьобі з дна океану дістали землю (або це зробив Йин за велінням Юмо) . З тієї землі, що дістав Юмо, утворилася рівна поверхня. Йин же поперхнувся і разом із землею виплюнув і слину. Тому на землі виникли гори, озера та болота   .
Потім Юма почав висікати іскри молотом із небесного каменю (Каван кӱ) — і полетіли сакчі (шукчі). Керемет підглянув за ним у цей час, і, коли Юма заснув, він також почав висікати іскри, і полетіли його власні сакчі - шайтани  .
Зберігся міф марі, який розповідає про те, що земля (Мланд) спочатку лежала під водою. Потім земля (Мланд) відокремилася від води (Вӱд) і на обсохлій землі піднялися ялинові ліси (Кожла). У лісах зародилися велетні-онари, а за ними нарешті люди  .
Також є варіант, подібний до удмуртського міфу «Гори і доли» . У ньому провідна роль при творенні землі приділяється не воді (Вӱд), а вітру (Мардеж). Так, в антропологічному міфі «Про походження людини» сказано: «…раніше вся земля на воді лежала. Сухої землі не було, казали. Але потім поступово вода загуснула і перетворилася на землю. Після цього здійнявся дуже сильний вітер. Земля, подібно до вітру, почала рухатися. Так на поверхні нашої землі з'явилися річка Лемда, острови та моря. Потроху утворився сухий ґрунт та тверді ділянки землі…» .

## Устрій світу

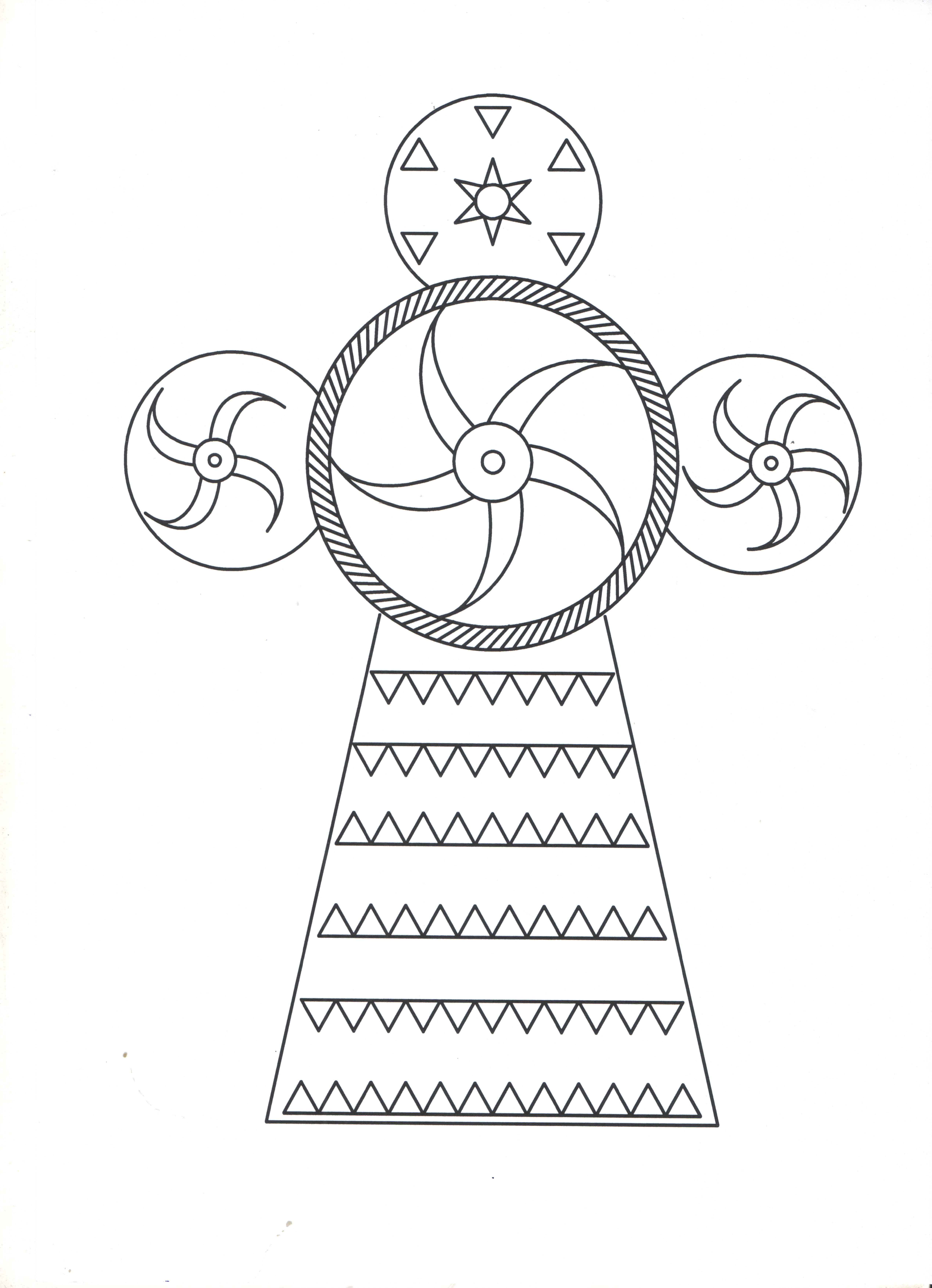
Схематичне зображення трьох рівнів світобудови: небо, земля, водяний (підземний світ). Бляха-підвіска. Ананьїнська археологічна культура (V-III ст. до н. е.)

Стовпом всесвіту виступає Кава Шӱдир, або Маска Шӱдир (Полярна зірка, Небесне веретено, Ведмежа зірка)навколо якого розташовуються сузір'я Шордо - Лося (Велика ведмедиця), Йуксо - Лебедя, Лудо пижаш - Качиного гнізда (Плеяди), Пизле вондо - Горобинового куща (Ліри або Оріона), Тул вуй - Смолоскипа (Козерога) та ін. У народній поезії можна виявити такі рядки:

Лебідь летить, дивлячись на небесне веретено,

Зозуля летить, дивлячись на озеро...

Також одним зі стійких образів марійської міфології є образ Каве Менге (Небесного Стовпа). Кава Менге може представлятися також у вигляді вогняного стовпа, залізного, срібного, золотого. У текстах замовлянь трапляється вираз «з центру землі висхідний Срібний Стовп, що сходить». У народній поезії про Кава Менге йдеться:

Лебідь, пролітаючи у височині,

Відпочиває, сідаючи на Небесний Стовп....

У безпосередній близькості від Небесного Стовпа розташовувалося сузір'я Лося (Великої Ведмедиці)  . Зберігся марійський міф, згідно з яким Велика Ведмедиця це лось із дитинчатами та мисливець із собакою. Останні засуджені вічно кружляти по небу через те, що умертвили перших  .
В.В.Напольських вважає, що міф про небо, як про кришку чаші, що обертається навколо «небесного цвяха» Полярної зірки (Сампо в «Калевалє»), міф про полювання на небесного лося, широко представлені у всіх уральських народів і народів Сибіру....
Верхній світ (за деякими уявленнями, що складається з семи небес) вважався місцезнаходженням богів, перш за все, творця Юмо (Куго-Юмо), куди ніхто не може потрапити. Юмо знаходиться за «залізним парканом», на золотому престолі, звідки видно всі справи людей. Верховний бог сам зробив гуслі. Граючи на них, сидячи на хмарі, він потім передав їх людям  . Поширений образ Кугу Тумо, де знаходиться бог Юмо. Відомий Тумо-віян (Тумо-патир, Дубовий богатир)  .
Спочатку слово юмо у фінських мовах означало небо, і в цьому сенсі воно досі вживається в деяких випадках, наприклад, у виразах юмо волгалтла, небо прояснюється; юмо йуклана, небо гримить; юмо пилайте, небо в хмарах; у складних словах - юмынӱдыр, горизонт (букв.: край неба, дочка неба), юмынлулеге, світобудова (букв.: кістяк неба). Пізніше воно почало позначати верховне божество: юмынкӱй жертовник (букв.: камінь Юмо), юмынпундаш небо (букв.: дно Юмо). Вітер - подих Юмо, веселка - його бойовий лук  . Переслідуючи злих духів у грозових хмарах, Юмо, пересуваючись по небу в колісниці з вогненними кіньми, кидає каміння і блискавки-стріли. Своєю золотою шапкою Юмо освітлює світ, за допомогою величезного молота вибиває іскри, творячи ангелів  .
Пізніше Юмо перетворюється на заможного землероба, що має багате господарство та безліч худоби. Працюючи від зорі до зорі, він вимагає того ж від дочки Юмынӱдыр та сина Юмынэрге. Деякі об'єкти верхнього світу мають безпосереднє відношення до образу верховного божества: юмын шулдыр - крила Юмо; юмын кудо - житло Юмо; юмын тул - вогонь Юмо; юмын кудо пече - огорожа житла Юмо; юмын ушкал - корова (скот) Юмо; юмын сотар — війна Юмо (Північне сяйво), Юмын Енер — річка Юмо (Чумацький шлях), і навіть спускаються через отвір у небі богами ленге — гойдалки  .
Своєрідним посередником між землею та небом служить якась гора, де росте високе дерево. Зазвичай сосна чи міфічна «срібна ялина». Цим деревом (або сходами, повитими з сучків ялини) можна піднятися на небо. Також країни богів можна досягти на човні, переправившись за море   .
Обителью богів, а також світил (Сонця і, можливо, Місяця) спочатку уявлялися верхівки дерев (до того, як ображене небо не піднялося, відійшовши від землі)  .
Згідно з деякими уявленнями, боги проживають на краю землі, за завісою у вигляді полога. Поверхня цієї пологи вкрита дірками. Через ці дірки люди бачать зірки, сонце, місяць. На самому небі знаходиться обитель богів з яблуневим садом)  . У сім'ю Юмо входять Юмин Ава (мати бога), Мланде Ава (мати землі), Шочин Ава (мати народження), а також Кӱдирчо Юмо (бог грому) та Волгенче Юмо (бог блискавки)  .
Нижній світ представлений водним та підземними світами. Як зазначав фінський дослідник релігії марі Х.Хольмберг, у водяних парфумів, представлених образами Йомшо і Вӱд Ави, що жили в найглибших вир, були під водою свої будинок, сім'я, господарство і худобу  . Таким чином, утворювався своєрідний паралелізм небесного господарства Юмо.
Шлях у потойбічний світ (часто що складається з кількох «шарів») лежав через високу крижану гору, перебратися крізь яку можна було лише з допомогою ворона  . Вхід у потойбічне царство охороняли злі пси або навіть прикутий до скелі жахливий і огидний кудлатий ведмідь. Провалля кишили зміями. Особливо виділявся демонічний Шем Кішке (Чорний змій)  .
На думку ряду дослідників, у міфах марі збереглися також прауральські ставлення до нижньому світі, у якому було укладено противник верховного бога. Так Юмо і Киямат (Керемет, Азирен, Йин, Йоон тощо. боги зла, антагоністи Юмо) потрапляли у підземне царство через отвір у землі. Як і в уявленнях обських угрів, підземний світ марі виявлявся закритим від світу живих каменем  .
Продовжуючи традиції прауральської міфології, горизонтальна проекція світу включає демонізовану північ, де мешкають злі духи ведмедя та вовка, а також знаходиться крижане потойбічне царство. (Невипадкова орієнтація покійників головою північ.) Протилежне становище займає світ богів, передусім, обитель самого Юмо, званого також Шошо Юмо, тобто «весняним богом, весняним теплом». У небесній сфері південна сторона визначається Дорогою Диких Гусей (Чумацьким шляхом)    .
Західна частина має нейтральний статус, але іноді маркується як земля предків марійців, звідки ті згодом просунулися міжріччю Ветлуги і В'ятки. На далекій східній околиці розташовуються Кам'яній гори – Уральські гори, Юл (Йил) – річка Волга, землі за Віче – річкою В'яткою. Ці області, як правило, займають велетні-нари, іноплемінники одо, лісовий народ овда або навіть пійнери - пісняносі  .

## Антропогонічні міфи. Релікти фетишизму, анімізму й тотемізму
Вважається, що Кугу Юмо за один тиждень створив землю, людей, ліс, воду, худобу, всіх звірів і всьому дав своє ім'я. Коли Кугу Юмо творив корисних тварин і птахів, Керемет створював земноводних, комах, черв'яків, стихійні хаотичні природні сили, шкідливих духів (шайтанів). І того ж дня Кугу Юмо виліпив її з глини, наділивши своє створіння щільною роговою оболонкою, що могла захистити людину від вогню й води, спеки й холоду, звіриних пазурів і зубів, хвороб і нещасть, робила її не лише вродливою та здоровою, а й практично безсмертною. Однак людина залишалася бездиханною, бо в її тілі не було душі. Тільки душа могла дати людині енергію життя, свідомість і розум. Поки Кугу Юмо ходив за душею, Керемет вирішив завадити божеству і внести свої корективи в його творіння. Але собака, залишена богом сторожити безжиттєве тіло людини, не підпустила Керемета до нього. Тоді злий дух напустив холод і умовив тремтячу від холоду собаку допустити до людини, обдарувавши за це її шерстю. Щоб затвердити свою владу над людиною Керемет обплював її. Юмо, який повернувся з душею, нічого не залишалося робити, окрім як вивернути забруднене тіло людини навиворіт, через що нечистоти Керемета опинилися всередині людського організму. Зникла і рятівна оболонка, вона залишилася тільки на кінчиках пальців рук і ніг у вигляді нігтів. Від усього цього людина назавжди втратила безсмертя, стала схильною до хвороб, залежною від примх погоди. Кугу-Юмо прокляв собаку за її злочинне порушення свого обов'язку. У цих сюжетах, вважають дослідники, міфи марі зазнали впливу народно-християнських уявлень.

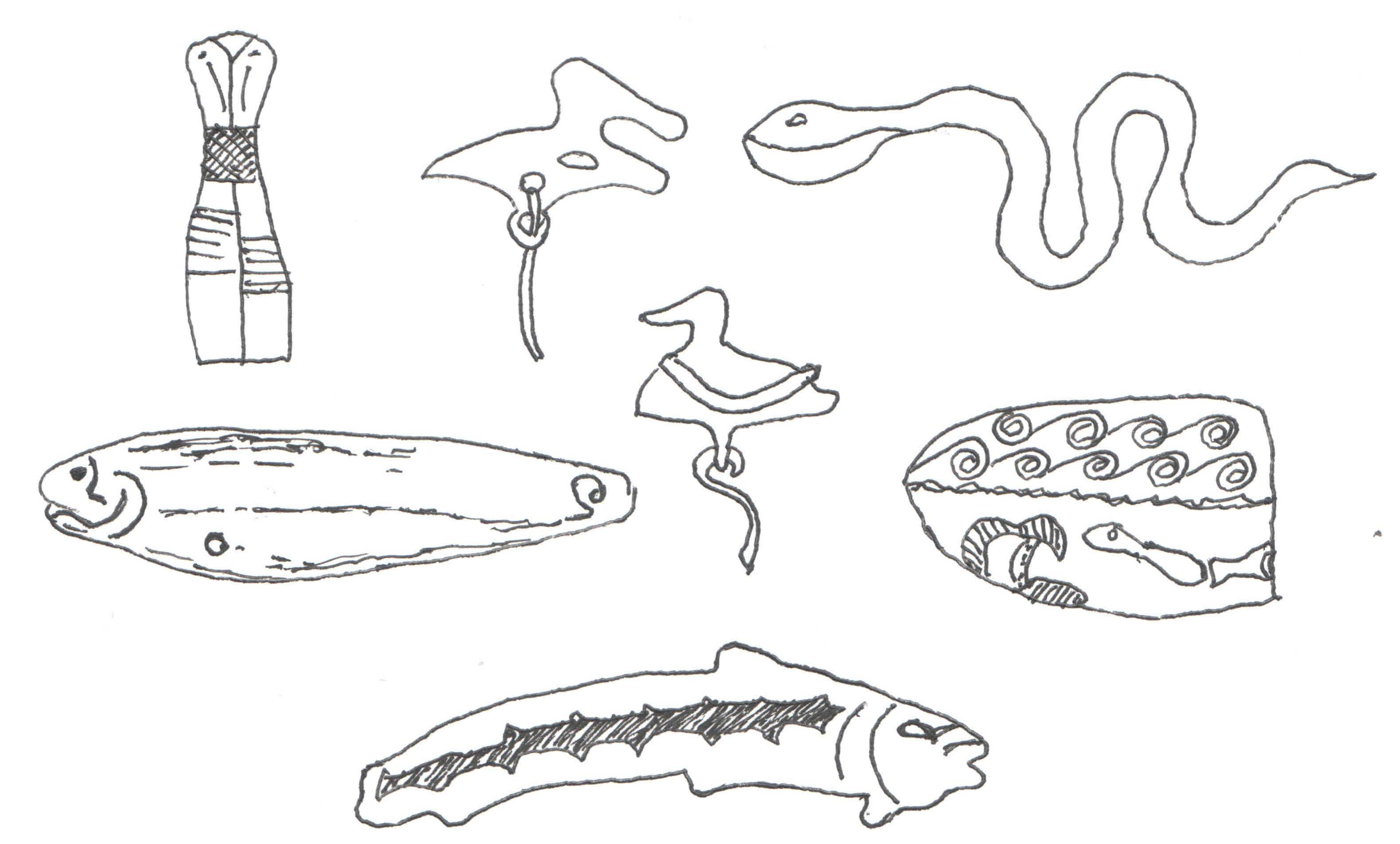
Зображення качки, змії та риби за археологічними пам'ятками Марійського краю.

Більш оригінальним можна визнати міф про появу людей слідом за велетнями-онарами в лісах, а також переказ про походження перших людських пар від союзу Тӱн Юмо та Шочин Ави. Тӱн Юмо, перш ніж познайомитися з Шочин Авою, довелося витримати тяжке випробування - пройти величезну відстань, крокуючи дні і ночі, харчуючись лише сирим м'ясом лосеня. Зустрівшись з Шочин Авою, вони рівно опівдні викупалися в річці, через яку миттєво з'явилися шестеро чоловіків і стільки ж жінок. Шочин Ава об'єднала їх парами, давши початок першим людським сім'ям та народам. На знак подяки за створення людей міфічний лось (можливо, Юмо в зооморфному образі) наділив цих прабатьків лосиними рогами, на яких було написано божий заповіт: «людям розмножуватися, народам чисельно рости»  .
Релікти фетишистських, анімістичних і тотемічних поглядів, які, вочевидь, сягають часів фінно-угорської та уральської спільноти, збереглися в переказі про перетворення людей на горілі пні, вірі в божество Пушенге Шочин Ава, що народжує дерево. Це божество протегувало народженню і росту дерев. Марі вірили також в особливий зв'язок дерев і людських душ, тобто, як і всі уральські народи, шанували особисті дерева і дерева-двійники. Безумовно давнім пережитком можна вважати віру в те, що після смерті душа людини перетворюється на рибу. Існувало уявлення про душу-двійника, тінь, духа-примару орт, що при страху, жаху або уві сні залишає тіло людини. За повідомленням І. І. Георгі, марі мали духа-покровителя Кудоводиж. Цей дух жив у літній кухні кудо - архаїчній споруді, аналогічній удмуртському святилищу куале. Тут для Кудоводижа особливо обгороджували окрему її частину, звану ізі кудо. У ній у берестяному коробі зберігалася дерев'яна лялька, що уособлює Кудоводижа. Серед духів марі виокремлювали різноманітні мужо - духів, що насилають хвороби. Мужо могли перебувати як підлеглі духи у штатах деяких божеств. За матеріалами Ю. А. Калієва, у марійців Башкирії мужі ототожнювалися з природними об'єктами і деякими видами тварин (горами, биками, баранами, річками, струмками) . Міф також пояснює походження Чумацького шляху Кайик комбо корно: «У сиву давнину почав було наступати сильний холод. Дикі гуси тисячами летіли від холоду в теплі краї, у бік полудня. Їх переслідували слідом холод і темні ночі. Деякі гуси від довгого польоту втомлювалися і відставали від своєї зграї. Щоб втомлені й відсталі побратими знайшли свою зграю, сильні гуси, що летіли, залишали в небі своє біле пухове пір'я. Так утворилася Дорога диких гусей (Чумацький Шлях). Відпочилі гуси за цими пушинками наздоганяли свою зграю. Так вони знаходили в полуденних країнах місце стоянки основної зграї. Досі цим шляхом восени летять у теплі країни дикі гуси».
Відлуння стародавніх тотемічних переказів зберегло цілу низку марійських казок про тварин, що пояснюють, наприклад, наявність у куліка довгого дзьоба, розсіченої губи у зайця  . Є міфи про співжиття дівчат з ведмедями , деве-лебеді Йукталче  . У популярній марійській казці ведмідь, піднявшись на маківку ялинки, намагається запалити лучину від місяця  . Існують традиційні марійські імена Вайиш, Порбос, Пуж, Піхсан, Вараш і т. п., що сягають назв тварин: качки, оленя, вовка, яструба  .
Пережитки тотемістичних уявлень є у низці обрядів. Так у марі було прийнято випікати особливий обрядовий пиріг Уримдо когильйо, яким пригощали в лісі, запрошуючи бурундука. Через свої смуги бурундук на спині вважався відзначеним самим Творцем  . В. М. Васильєв зазначав, що одружені чоловіки села Тумина щорічно разом із дружинами збиралися у будинку, де з рубаного м'яса сови куховарили пиріжки і їли після відповідного моління. Вчений припускає, що, можливо, у минулому сова ( тумна ) вважалася марійцями в ролі тотема як хранителька сімейного вогнища та його благополуччя  . За інформацією вчителя С. Санукова, у минулому у марі існували окремі гаї для жертвопринесення голубів. Вважалося, що в голуба одна половина тіла складається з м'яса, а інша з голубиного  .

## Етногонічні міфи та міфи про культурних героїв

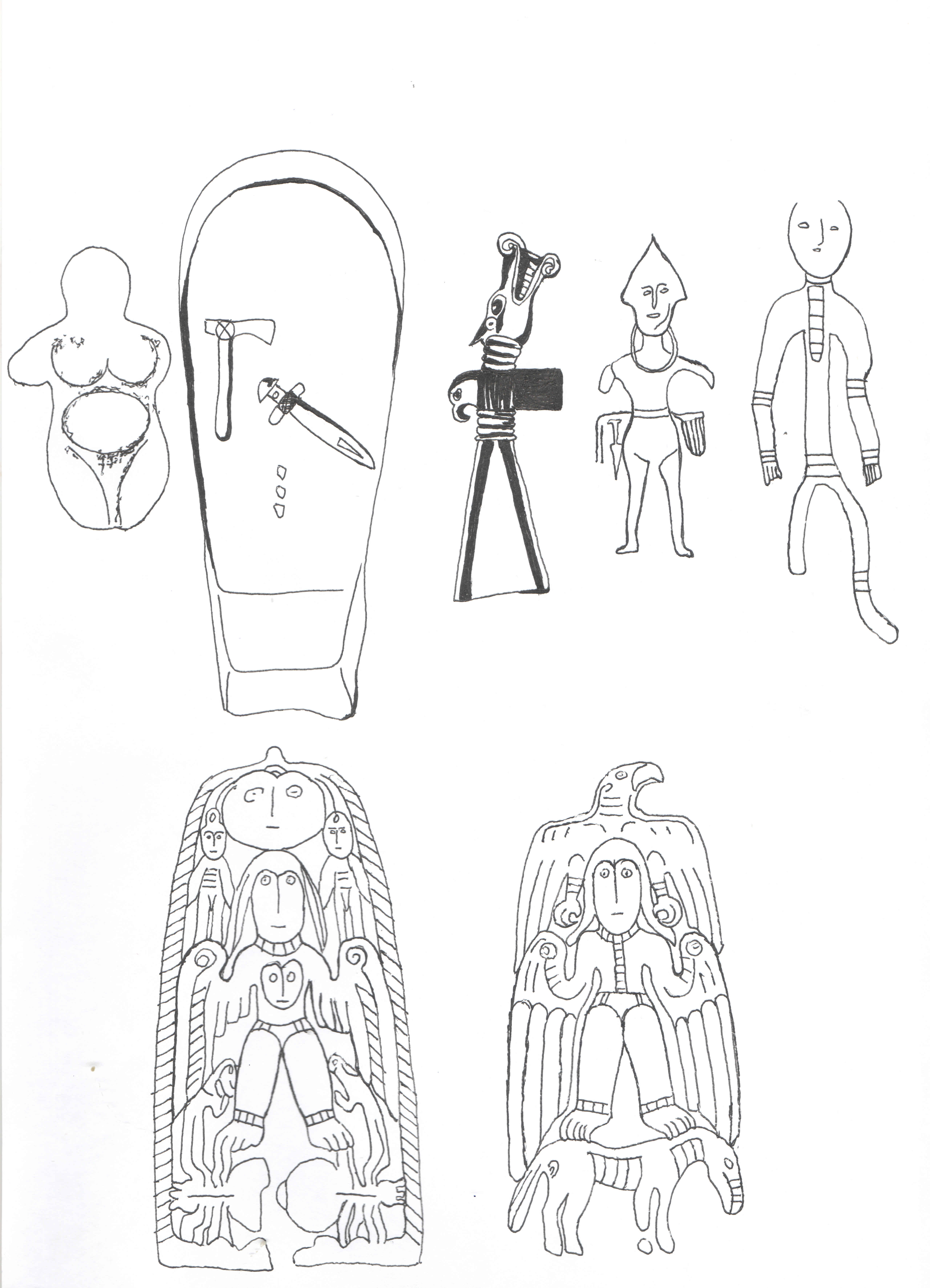
Антропоморфні зображення по фінно-угорських археологічних пам'ятках Приуралля та Поволжя

Згідно з марійським міфом, записаним С. Нурмінським у середині XIX століття (1862), «дочка у бога була красуня, а наречених на небі не було, одні тільки ангели. Бог був працьовитий, працівників не тримав: сам працював і дочку свою посилав пасти худобу. На небі трави немає, тож треба було спускатися на землю. Бог і спускав туди свою дочку разом із худобою: розчинить небо, розкине гойдалку, щоб він діставав до землі, і спускає ним дочку на землю. Злізши, вона кричить: "Дих, дох, дох", - і коні спустяться; вона закричить корів: "Тпруна, тпруна", - спускаються корови; спустяться корови, вона закричить овець: "Ста, ста, ста", - вівці спускаються. А ввечері кричить на небо: „Батюшко, спускай гойдалку, мені треба додому, я відпасла худобу“. Бог відчиняє знову небо, спускає гойдалку, і вона влазить на небо, а потім зазиває, всю худобу», "Дочка бога, - говориться далі в легенді, - пасла, пасла худобу, ходила, ходила, а наречених-то все немає. Якось спустилася вона на землю і побачила, молодця; поговорила з ним і дала йому хустку. При цій вона вчила нареченого: «Дивись, у мене батько бог, він не віддасть; мене за тебе; ти краще підбери товаришів і мене відвези, а я візьму іншу хустку і повішу її десь на кілок. Він побачить цю хустку і шукатиме мене; не знайде і скаже: „Померла“. Так вони й зробили. Довго боже, шукав її, не знайшов і подумав, що вона померла. Через два роки вони прийшли до батька та сказали йому всю правду. Помирилися, і на світовому був великий бенкет. Посаг бог дав багато. З цих пір бог і став знайомий з людьми»  .
В інших випадках міфу  міститься також розповідь про те як на весільному бенкеті Керемет, напившись доп'яна, посварився із зятем і скинув нещасного з неба. З останнього, що розбився на частини тіла, виросли священні дерева берези і дуби. Але й Керемету не судилося тріумфувати перемогу. Розгніваний Юмо скинув свого брата з неба  .
Відомий марійцям і міф про земну наречену небесного нареченого: син Юмо, Юмин ерг, спускається на землю і бере за дружину дівчину, з якою піднімається на небо. Подібні розповіді є у мордовської міфології. У записаних марійською мовою текстах дочка бога часто носить ім'я Піамбрар чи навіть Пуйіршо. Вона стає нареченою Кугурака, спокушена гарним одягом племінного вождя  .
Згідно з легендою про виникнення марійського народу, марійці є нащадками дочки Юли-бога та першої людини Марі  .
Традиційно вважається, що у марі міфи про культурного героя були замінені східнослов'янськими апокрифічними оповідями про діяння християнського Бога. Проте вже К.А.Четкарьов одним із перших звернув увагу на те, що в ролі такого персонажа в марійській міфології виступає божество Кугурак (Курик кугиза) та його дружина. Кугурак навчає марі-мисливців кування заліза, вирощування зерна, знайомить із молотом, лопатою та іншими, необхідними у господарстві, речами. Дружина Кугурака винаходить лук і стріли, вчить жінок ткати, танцювати та грати на музичних інструментах  . Ідучи до могили, Кугурак обіцяє повернутися до свого народу, щоб захистити його від ворогів. Полтиша, легендарного князя марі, ховають у човні разом із його скарбами. Тут Кугурак і Полтиш нагадують комі-перм'яцького Кудим-Оша, карело-фінського Ільмарінена, мордовського Чам-Паса і Тюштяна, обско-угорського Еква-Пирища  .
У деяких випадках приручення вогню, освоєння мистецтва варіння їжі, виготовлення пива приписується найвідповіднішому божеству (Тул Юмо)  .

## Пантеон
На думку деяких дослідників, підвищення Куго-Юмо є пізнішим явищем. Спочатку марійці поклонялися близьким їм племінним богам на кшталт Кугурака (Курук кугуза, Кукарка, Шенгел Кугу Енг) і Водижа, під керівництвом яких, своєю чергою, перебували штати підлеглих дрібніших богів і духів (Ужедиш, Име, Толе). При цьому окремо виділявся культ водяного божества Кугу Йомшо, що займав загалом нижче положення, ніж Кугурак і Водиж   .
На пізнє піднесення Куго-Юмо вказує і такий факт, як наявність у нього туким шольижо Куго-Юмо, тобто двоюрідного брата Великого Бога  .
З розвитком у марі виробляючих форм господарства, передусім землеробства і скотарства, першому плані висунувся небесний бог Кугу Юмо. Він став представлятися як заможний, багатий землероб, що має велику кількість худоби. Спочатку бог жодного відношення до людей не мав, тому вони його не знали. Сполучною ланкою між богом і людиною стала його дочка Юмин Удир  .
До вищих богів, що оточують верховного бога, належали: Тӱн юмо - бог, що знає небесними справами, всесвіту; Ош кече кугу юмо - бог сонця і світла, Кава юмо - бог неба, небосхилу, Мер кугу юмо - бог, покровитель народу  . Великим шануванням користувався також Волгенче юмо - бог блискавки. Вюд Ава, богиня води, вважалася хранителькою знання. Тул Ава, богиня вогню, була клопотанням людей і богів, передавач їх прохань Куго Юмо. Тим не менш, поряд з шануванням Мланде Ави, богині землі, зберегли своє значення старі божества лісу та дикої природи: Кожла, Чодра Ава. Особливу близькість марійські богині виявляють богиням мордви. Так, марійській Мланді Аве відповідає Мод Ава, Вюд Аве - Адже Ава, Тул Аве - Тол Ава, Мардеж Аве - Варма Ава, Чодра Аве - Вір Ава, Нур Аве - Норов Ава і т.д.
У 1770 році М.П.Ричков склав невеликий перелік із вісімнадцяти богів і богинь марійського пантеону. Серед головних богів він перерахував: Юмо, Куго-Юмо, Пуйршо-Юмо, Азрека, Кудурчо-Юмо, Піамбара  . У праці «Опис всіх народів, що живуть у Російській державі» (1799) Й.Г.Георгі зробив першу спробу розібратися в ієрархії марійських богів. Особливо значущою та плідною є його думка про те, що чемериськы небожителі є дітьми або родичами Кого Юми та Юман аби . Серед найголовніших богів В.М.Черемшанський (1859) називає Куго-Юмо - верховного бога, Пуйршо-Юмо - бога неба, Кюдюрчо-Юмо - бога грому, громовержця, Юмиш-Аву - мати життя, Млянде-Аву - мати землі, Шочен-Аву – мати народження, Кече-Аву – мати сонця, Мардеж-Аву – мати вітру. Серед нижчих міфологічних персонажів він згадує дух ключів (струмків) Ямшинера (Йомшо), що мешкає в глухих лісах, Одир-Памаша - духу земних надр, володаря гір і Кудо-Вадиша (Водижа) - зберігача будинку  .
Г.Яковлєв (1887) навів перелік двохсот із лишком чемериських богів і кереметей (духів). Особливу увагу автор зосередив на богині Каві, виділив також таке божество як Кюртно-Юмо - творець металів  . В.І.Філоненко (1912) зробив спостереження у тому, що Шочектшо-Ава є матір'ю Пуембара. Вчений також вказав на виключно жіночий культ богині сонця Кечави і зазначив, що богиня неба Кава живе окремо від інших богів  .

## Міфологічні образи та мотиви в народній поезії, епосі
Міфологічні уявлення марі знайшли своє відображення у народних обрядових піснях, так званих «піснях жерців» карт-влак муро . Вони виконували карти — служителі марійських язичницьких культів — під час молінь. У цих піснях, що нагадують давні молитви та заклинання, жерці зверталися до богів з проханням послати їм гарне життя та захистити від зла. Про архаїчність даного типу пісень говорять образи стародавніх божеств, що згадуються в текстах - Піямбар, Кінде-ава (мати-богиня врожаю), Юминӱдир (дочка бога), Юмо колтимом мӱкшава (божа бджоломатка) та ін  .
Міфічними за своїм походженням є деякі герої марійського епосу: Кугурак, Тюкан Шур і т. д. Так, наприклад, Кугурак вважався не лише героєм марі, а й божеством, духом  .

## Міфічні істоти, артефакти, герої
- Шем Кишці (Ош Кишці, Азирен Кишці) - Чорна змія (Біла змія, змія Азирена), чудовисько, що мешкає в потойбічному світі[62].
- Турні - триголовий дракон, владика болота і викрадач дівчат[63].
- Онар (Нар, Тютя) - велетень доісторичних часів, який з корінням вириває дерева. Іноді - син бога Юмо.
- Овда - лісова істота, яку уявляють у вигляді прекрасної оголеної дівчини або жінки з чорним волоссям. Іноді овди бачилися крилатими велетнями, чудовиськами з розпатланим волоссям, довгими грудьми, які перекидали через плечі. Також овда - представник міфічного малого народу, що жив до появи марійців у межиріччі Ветлуги і Вятки [64].
- Кучкиж (Арслан-кайик) - Гігантський орел (Лев-птах), що звив гніздо в нижньому світі і бореться зі змієм аждагою.
- Курниж-пий - собака-коршун[65].
- Вюлтак - Син кобили, герой марійської казки поряд із Тилчаком (сином Місяця) і Кечамишем (сином Сонця).
- Шьортне лудо (Золота качка) - фетиш, що плаває в чані з медом і є джерелом військової сили Акпатира[66].
- Юзо ече - чарівні лижі-самоходи Пегенея, Полтиша і Тюкан Шура.
- Юзо керде - чудовий меч, викуваний для Юаная з прикрас викрадених дівчат і загартований сльозами їхніх матерів[63].
- Немда (Лемда, Акпатир, Акпарс, Чоткар, Чумбулат, Ізіма, Редваг тощо) - збірний образ марійського героя, готового прийти на допомогу до людей і після своєї смерті[67].
- Арин патир - культурний герой. Навчив марі битися за допомогою пращі[68].
- Алтибай, Урса і Ямшан - легендарні ватажки малмизьких марі, культурні герої, які навчили співвітчизників розчищати поля під посіви[69].
- Вегеней (Пегеней) - старий-мисливець, що володіє казковою успішністю[65].
- Тюкан Шур - легендарний князь, який правив в'ятськими марі[70].
- Акмазік - наступник Тюкан Шура[70].
- Унавій - дочка Тюкан Шура[70].
- Саві - дівчина-богатирка, дочка ватажка одо (удмуртів) Кюльмезя і наречена Шуета [71].
- Юанай - відважний мисливець, переможець Турні[63].
- Полтиш - легендарний воєначальник малмизьких марі[72].
- Песьєносиє - міфічні істоти, людожери з песячими носами. Жили за річкою В'яткою в глухих лісах.
- Таргилтиш - духи мерців.
- Мужо - злий дух хвороби.
- Тоштиєн - духи предків.